# Niepróżnujące próżnowanie
Niepróżnujące próżnowanie – zbiór utworów Wespazjana Kochowskiego, wydany 6 października 1674 roku w Krakowie.
Tytuł zbioru, czyli Otium negotiosum wiąże się z tradycją starożytną. Otium w starożytnym Rzymie oznaczało zajęcia intelektualne, a negotiosum pracę fizyczną bądź zajęcia publiczne. W wieku XVI i XVII w Polsce wyrazy te nabrały nowego znaczenia – otium to próżnowanie, negotiosum – zabawa, czyli w zestawieniu unikanie bezczynności. Pisarze polscy m.in. Wespazjan Kochowski włączyli obszar otium w życie ziemiańskie.
Część pierwsza, czyli zbiór liryków została podzielona na pięć ksiąg i epod. Każda z czterech ksiąg liryków zawiera 36 pieśni, a księga epod, czyli  Lyricorum polskich epodon 26 pieśni. Księgi podzielone są tematycznie. Księga I zawiera w większości utwory historyczno-polityczne, II – religijne, III – wiersze humorystyczne i erotyki, IV i V to wiersze o tematyce historycznej i poważnej. Cały zbiór obramował poeta dedykacja i Konkluzyją liryków, a niektóre księgi otrzymały utwory wprowadzające. W wierszach Kochowski zawarł rozważania o człowieku, jego przeznaczeniu i przemijaniu. Wiele uwagi poświęca konfrontacji młodości ze starością, życiu szlacheckiemu, problemom moralnym i filozoficznym. Obraz życia ziemiańskiego i pochwała spokojnej wsi maja charakter autobiograficzny. Jego refleksje na temat historii człowieka są bardzo nieuporządkowane. Całokształt przemyśleń Kochowskiego nie jest umotywowany naukowo – jest to raczej przykład ludowego prymitywizmu.
W drugiej części utworu zawarł autor epigramata, czyli fraszki. Jest to przykład literatury ludycznej. Około sześciuset fraszek zostało podzielonych na dwie części i podobnie jak liryki są opatrzone ramą, która składa się z wypowiedzi autora do czytelnika. W tej części przeważają żarty, ale również moralne epigramaty, w których autor w zabawny sposób przekazuje prawdy i wartości, jakimi należy się kierować w życiu.